# محمد محمدی گرگانی
محمد محمدی گرگانی فعال سیاسی ملی-مذهبی و از مخالفان حکومت پهلوی و منتقدان جمهوری اسلامی است. وی از نمایندگان اولین دوره مجلس شورای اسلامی، استاد حقوق دانشکده حقوق و علوم سیاسی دانشگاه علامه طباطبائی و دانشگاه آزاد اسلامی واحد تهران مرکز می‌باشد. وی که در دوره احمدی نژاد از دانشگاه علامه طباطبایی بازنشسته اجباری شده بود، در دوره جدید مجدداً بازگشت به کار شد. او برای عضویت در نخستین مجلس خبرگان قانون اساسی جمهوری اسلامی ایران (تابستان ۱۳۵۸) و برای نمایندگی مردم از استان مازندران (که استان گلستان امروزی هم جزو آن بود) داوطلب شد اما آرای لازم را کسب نکرد.
محمدی نماینده مردم گرگان و آق قلا در اولین دوره مجلس شورای اسلامی (۱۳۵۹ تا ۱۳۶۳) بود. وی همچنین در انتخابات سومین مجلس شورای اسلامی (بهار ۱۳۶۷) داوطلب شد ولی با کسب سی هزار و نه رأی از ورود به آن مجلس بازماند.
محمدی گرگانی از مبارزان قدیمی علیه رژیم سلطنتی پهلوی و همچنین از اعضای سازمان مجاهدین خلق در پیش از انقلاب بود که بعد از اختلافات ایدئولوژیک با این سازمان، در سال ۱۳۵۶ از آن جدا شد. وی همچنین بخاطر حضور در کلاس‌های تفسیر قرآن سید محمود طالقانی در زندان همزمان با عضویتش در سازمان مجاهدین خلق شهرت دارد. او به دنبال اتهام عضویت در تشکیلات ملی - مذهبی‌ها و تبلیغ علیه نظام و امضای بیانیه‌های مختلف در موضوعاتی از جمله حوادث کوی دانشگاه ۱۳۷۸، قتل‌های زنجیره‌ای و... در سال ۱۳۷۹ به دادگاه احضار شد و به اتهام تبلیغ علیه نظام دادگاه او را ابتدا به ۱۰ ماه و با تجدید نظر به ۴ ماه زندان محکوم کرد، که به دستور سید محمود هاشمی شاهرودی رئیس قوه قضاییه، حکم وی اجرا نشده است.